# Sophie von Saldern
Sophie Rudolfine von Saldern (Gottinga, 30 marzo 1973) è un'ex cestista tedesca.

## Carriera
È stata selezionata dalle Cleveland Rockers al quarto giro del Draft WNBA 2000 (49ª scelta assoluta).
Con la Germania ha disputato i Campionati mondiali del 1998 e due edizioni dei Campionati europei (1997, 1999).